# Пузанов, Александр Михайлович
Алекса́ндр Миха́йлович Пуза́нов  (25 октября 1906, Лешковка, Кандауровская волость, Юрьевецкий уезд, Костромская губерния — 1 марта 1998, Москва) — советский партийный и государственный деятель, председатель Совета министров РСФСР (1952—1956).

## Ранние годы
Родился в крестьянской семье. Учился в церковно-приходской школе. В 1926—1930 годах учился в Плёсском сельскохозяйственном техникуме.

## Работа
С 1924 года работал председателем Кандауровского сельского Совета, заместителем председателя Пучежского волисполкома. После окончания техникума работал агрономом в Середском райземотделе. В 1931—1933 годах работал заместителем директора Ивановского областного треста пригородных хозяйств. В 1934—1940 годах — в Комиссии советского контроля при Совете народных комиссаров СССР, в 1940—1943 годах — главный контролёр Народного комиссариата государственного контроля СССР, в 1943—1944 — заместитель народного комиссара государственного контроля СССР.
В июне 1944 года Пузанов избран председателем Куйбышевского обисполкома. С 1946 года — первый секретарь Куйбышевского обкома и горкома ВКП(б). В этот период область добилась значительных результатов как по экономическим показателям, так и в социально-культурной сфере. Это отметил И. В. Сталин, который в 1952 году выдвинул Пузанова на должность председателя Совета министров РСФСР. С 16 октября 1952 года — кандидат в члены Президиума ЦК КПСС. После смерти Сталина не вошёл в новый состав Президиума ЦК КПСС, избранный 6 марта 1953 года.
Выступил против инициативы Н. С. Хрущёва о передаче Крыма Украине, в связи с чем впоследствии (в январе 1956 года) был понижен до первого заместителя председателя Совета министров РСФСР.
С 27 февраля 1956 по февраль 1957 года член Бюро ЦК КПСС по РСФСР.
В 1957 году перешёл на дипломатическую работу: чрезвычайный и полномочный посол СССР в КНДР (1957—1962), Югославии (1962—1967), Болгарии (1967—1972), Афганистане (1972—1979).
В ноябре 1979 года перешёл на работу в центральный аппарат Министерства иностранных дел СССР.
Сам Александр Пузанов вспоминал об этом переходе следующим образом: «Вдруг я получил телеграмму за подписью Громыко: „Учитывая ваши неоднократные просьбы об освобождении от должности посла в Кабуле, вы переводитесь на другую работу“. Странно, я никаких просьб не высказывал. Ну, да что там говорить… Всё было ясно. 21 ноября вылетел в Союз». Указывают, что на его замене неоднократно настаивал Амин, заявлявший, что «советский посол поддерживает оппозицию и вредит».
С 1980 года на пенсии. Жил в Доме на набережной.
Член ЦК КПСС (1952—1976).
Скончался 1 марта 1998 года в Москве. Похоронен на Ваганьковском кладбище.

## Награды
- 3 ордена Ленина (8 мая 1948; 23 октября 1956; 24 октября 1966)
- орден Октябрьской Революции (22 октября 1976)
- орден Трудового Красного Знамени (22 октября 1971)
- орден Дружбы народов (28 апреля 1980)
- орден «Знак Почёта» (24 октября 1986)
- медали